# محاصره قلعه شیراگا
محاصره قلعه شیراگا (به ژاپنی: 白鹿城の戦い しらがじょうのたたかい) نبردی بود که در دوره سنگوکو در ژاپن رخ داد.

## تاریخچه
در نیمه اول قرن شانزدهم بین خاندان آماگو و خاندان اوئوچی نبردهای بسیاری رخ داد. در سال ۱۵۵۱ سوئه هاروکاتا کودتایی (حادثه معبد تاینی) بر ضد ارباب خود اوئوچی یوشیتاکا انجام داد که موجب قتل یوشیتاکا شد. بر اثر این کودتا توازن قدرت در منطقه چوگوکو تغییر بسیاری کرد. در سال آماگو تسونه‌هیسا توانست معدن نقره ایوامی را که در اختیار خاندان اوئوچی بود، تصاحب کند. خاندان موری که پایگاه آن در ولایت آکی بود شروع به قدرت گرفتن کرد. در سال ۱۵۵۵ رهبر خاندان موری، موری موتوناری در نبرد میاجیما، سوئه هاروکاتا را شکست داد و در سال ۱۵۵۷ موجب نابودی خاندان اوئوچی شد. بدین ترتیب ولایت سوئو و ولایت ناگاتو را تسخیر کرد. در سال ۱۵۵۹ به ولایت بیچو لشکر کشید و خاندان شو را وادار به تسلیم کرد بعد با خاندان میمورا در همین ولایت همدست شد و ولایت بیچو را تسخیر کرد.
در سال ۱۵۵۸ یا ۱۵۵۶ خاندان آماگو خاندان موری را در سقوط اوشیبارا شکست داد و بدین ترتیب توانست کنترل معدن نقره ایوامی را همچنان حفظ کند. هر چند خاندان آماگو بعد از تصرف معدن نقره ایوامی از نظر اقتصادی بسیار قوی شده بود اما در سال ۱۵۶۱ رهبر خاندان آماگو هاروهیسا به‌طور ناگهانی درگذشت و پس از او پسر ارشدش آماگو یوشی‌هیسا رهبر خاندان آماگو شد که توانایی‌های پدرش را نداشت. به علت شکست روابط خارج از منطقه، خاندان آماگو رو به ضعف گذاشت و در طی دو سال بعد تنها ولایت ایزومو و ولایت اوکی و بخش غربی ولایت هوکی تحت سلطه این خاندان باقی ماند. در ماه اوت ۱۵۶۲ موری موتوناری به هدف نابودی خاندان آماگو به ولایت ایزومو لشکرکشی کرد افراد پر قدرت ایزومو یکی پس از دیگری به خاندان موری تسلیم شدند و این خاندان توانست در این ولایت پیشروی کند. در سال ۱۵۶۲ خاندان موری آماده حمله به قلعه کاسانتودا قلعه اصلی و محل اقامت رهبر خاندان آماگو در ایزومو شد.
موتوناری روش قطع مدیریت زنجیره تأمین نظامی را طرح‌ریزی کرد. در همین زمان یک نامه به دست موتوناری رسید که خبر مرگ ناگهانی پسر ارشدش موری تاکاموتو بود. این خبر شوک بزرگی برای موتوناری و سپاه وی به همراه آورد مخصوصاً که موتوناری در آن زمان ۶۶ ساله بود و نوه و وارث تاکاموتو، موری تروموتو تنها ۱۰ سال داشت. با این وجود موتوناری شخصاً رهبری سپاه جهت حمله به قلعه شیراگا را در دست گرفت.